# 田園教育舎
田園教育舎(Landerziehungsheime、もしくはLandschulheime)は19世紀末に誕生した改革教育運動を志向する小規模な寄宿学校の一つの形態である。20世紀初頭のドイツ改革教育運動の中では、芸術教育運動、ドイツ青年運動と並んでその主流をなしたものである。芸術教育運動が、図画、自由作文、体操、ダンスなどテーマの多様さもさることながら、ドイツの枠を安々と超えて世界に広がっていったのに対して、ドイツ青年運動は、ワンダーフォーゲル、遠足から始まったにもかかわらず、自由ドイツ青年団から次第に政治色を深め、ヒトラーユーゲントに至るまで、ドイツの窮屈な政治・経済状況に巻き込まれてその姿を変質させていくのに対して、田園教育舎は、イギリスの寄宿学校制度に触発されて、ヘルマン・リーツがドイツで新たに設立した一連の小規模の寄宿学校群である。1898年、ハルツ山麓のイルゼンブルクが最初のものである。彼は、従来の寄宿学校の管理主義的な因習、旧弊を廃して、進歩主義的で、家族的な親密な絆を生み出そうと努力し、20世紀初頭の新教育運動の中でも一際大きな足跡を残した。

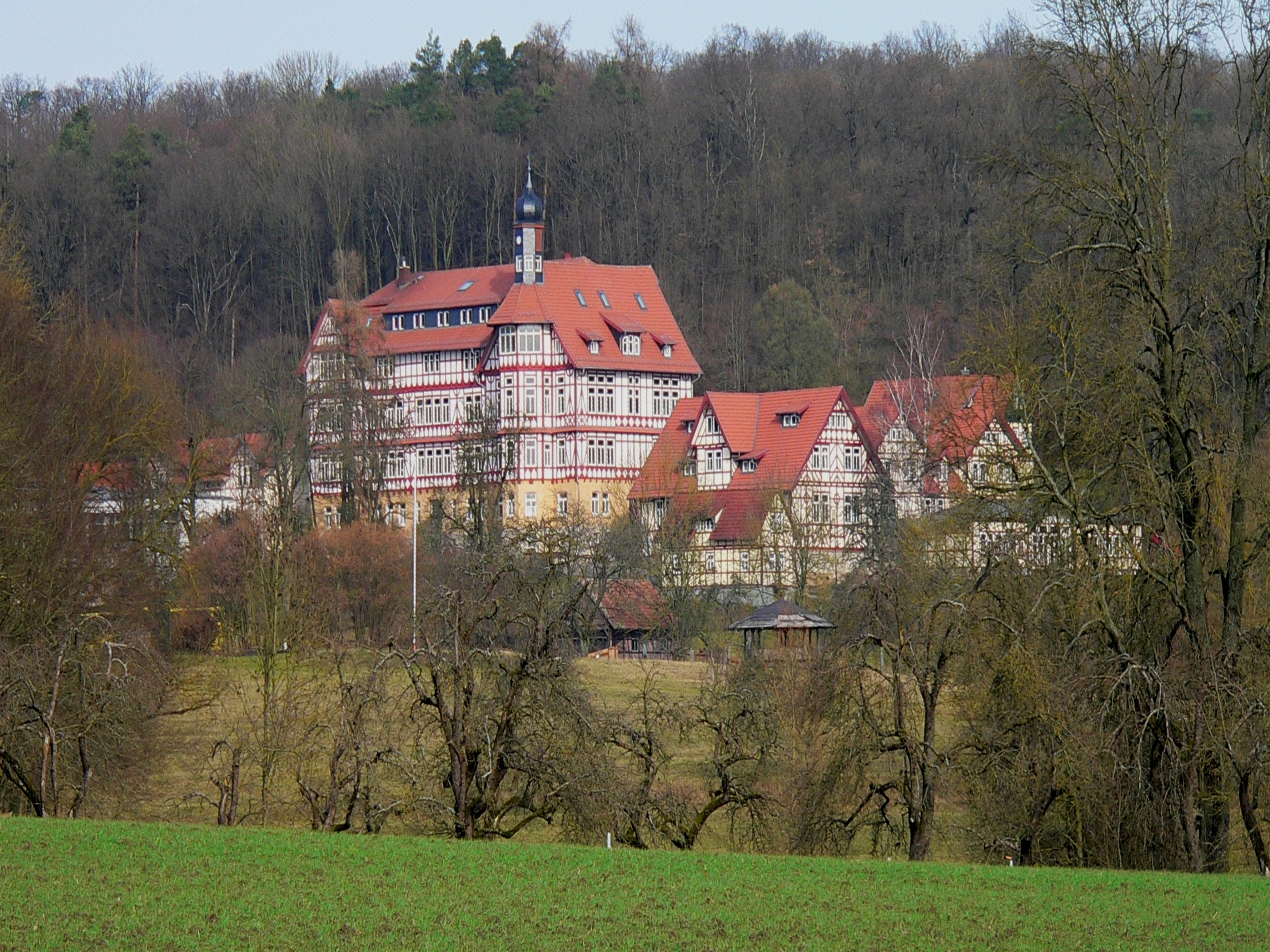
リーツが創設した３つ目の田園教育舎ハウビンダ、チューリンゲン州

## 基本的な特徴
田園教育舎は、まずその立地にとりわけ田舎を選んだ。それも北海の孤島からアルプスを近くに望む地まで、都市の郊外どころではなく、かなり辺鄙な地が多い。四季の変化やその土地ならではの自然環境に触れ、自然との近さを肌で体験することが、リーツの考えた教育の実現に寄与するところが大きいという理由である。
2つ目は、田園教育舎は、教育を最重要の課題と見做している。そういう言い方をすると、今日的な、学校の詰め込み主義や知識中心の教育への反対というわけではなく、リーツにとっても学業的な勉強は彼が考える教育の描くべからざる一部である。ただし、子どもや若者たちの知性的な力以外の諸々の力や可能性、個性や能力も、刺激や鼓舞、掘り起こし、人づくりが必要であるというところから出発する。それにもかかわらず、大抵の学校は、子どもに過剰な要求を突きつけ、調教、訓練で可能性の芽を潰しているという。
3つ目、ヘルマン・リーツは、彼の寄宿学校は、”Institute”(学校)でも、”Anstalt”(教育施設)でもないという。では、なにかというと、”Heim”(家)だという。子どもや若者が「家にいるみたいな」(heimisch)と感じられるような場所、家にいるのと同じような感じになれる場所なのだという。生徒にとっても、教師にとっても、「居場所-学校」であって、かつての生徒が、後々「自分たちの」学校で何日か過ごすために、当然のことのように戻って来るというのが、すこぶる当たり前のことに思えるような学校にするというのである。この意を組んで、日本語では、田園教育村、田園家塾、田園教育塾などという訳が試みられている。

## 誕生
この用語は、ドイツの田園教育舎、もしくは田園学校運動(Landschulbewegung)の創始者であったヘルマン・リーツによる造語である。その起源は、従来の学校が、単に知識を教え込むだけの場所になっているという批判にある。1898年に設立された、ハルツ山地のイルセンブルク近郊のプルバーミューレが、ドイツの最初の田園教育舎であるとされており、これに続くのがテューリンゲン州のハウビンダ（1901々）、ヘッセン州レーンのビーバーシュタイン城（1904年）である。これらの学校のコンセプトには、大都市の悪影響から遠く離れて、ホリスティック教育(ドイツ語の表現では、ganzheitliche Erziehung。日本語のニュアンスとしては、全人教育)を可能にするはずの国内の状況が含まれている。
ドイツ青年運動とは密接な関係がある。さらに、田園教育運動の実際的な背景的なものは、イギリスのトーマス・アーノルドのパブリックスクールの教育実践や哲学者で教育論家のジョン・ロックの教育観から由来している。ドイツの汎愛派やフランスのミシェル・ド・モンテーニュやジャン・ジャック・ルソーの教育論からも影響を受けている。
田園教育舎の個々の仕組みの要素をすでに示している初期の先駆的な学校としては、ドイツではナウムブルク（ザーレ）近くのザクセンのモリッツ公爵設立の学校シュールプフォルタ（1543年設立） 、ザルツマンの学校シュネプフェンタール（1784年設立）、およびフリードリッヒ・フレーベルの一般ドイツ教育舎（カイルハウ、1817年〜1816年）がある。
イギリスでは597年創立のキングススクール、カンタベリーは、最初のボーディングスクールで、パブリックスクール、すなわち寄宿学校とされており、これに続く歴史の古さを誇るのが、ウィンチェスターカレッジ1382年、セブンオークススクール1432年、イートンカレッジ1440年、ウェストミンスターカレッジ1509年、オウンドルスクール1556年、ラグビースクール1567年、ハロウスクールの1509年、チャーターハウス1611年などである。これらパブリックスクールへの進学を目指す生徒たちが通うプレパラトリー・スクール(通称プレップスクール)の最も古いものの一つが、1645年にヘッドリーで創立したチイムスクール(Cheam School)である。
1889年にイギリス のミッドランズでセシル・レディによって設立されたアボッツホルム・スクールは、ヘルマン・リーツに大きな影響を与えた。

## ドイツの代表的な田園教育舎の創立者
順番は生年の順。
- ヘルマン・リーツ (1868–1919)
- パウル・ゲへープ（ドイツ語版） (1870–1961) - オーデンヴァルトシューレ、エコール・デ・フマニテ
- マックス・ボンディ（ドイツ語版） (1892–1951) mit seiner Frau Gertrud (1889–1977)
- グスタフ・ヴィネケン（ドイツ語版）(1875–1964)
- アンナ・エスィンガー（ドイツ語版）(1879–1960)
- マルティン・ルゼルケ（ドイツ語版） (1880–1968)
- レオナルド・ネルソン（ドイツ語版） (1882–1927)
- クルト・ハーン (1886–1974)

## 文献
- Hermann Lietz: Die ersten drei Deutschen Land-Erziehungs-Heime zwanzig Jahre nach der Begründung. Ein Versuch ernsthafter Durchführung deutscher Schulreform. Verlag des Land-Waisenheims a. d. Ilse, Veckenstedt 1918.
- Kurt Hahn: Reform mit Augenmaß. Ausgewählte Schriften eines Politikers und Pädagogen. Herausgegeben von Michael Knoll. Mit einem Vorwort von Hartmut von Hentig. Klett-Cotta, Stuttgart 1998, ISBN 3-608-91951-1.
- Willy Potthoff: Einführung in die Reformpädagogik, Freiburg 2003, ISBN 3-925416-26-9.
- Hermann Lietz: Reform der Schule durch Reformschulen. Kleine Schriften (= Pädagogische Reform in Quellen 1). Herausgegeben von Ralf Koerrenz. IKS, Jena 2005, ISBN 3-938203-15-3.
- Gustav Wyneken: Freie Schulgemeinde Wickersdorf. Kleine Schriften (= Pädagogische Reform in Quellen 4). Herausgegeben von Ulrich Herrmann. IKS Garamond, Jena 2006, ISBN 3-938203-41-2.
- Paul Geheeb: Die Odenwaldschule 1909–1934 (= Pädagogische Reform in Quellen 6). Texte von Paul Geheeb. Berichte und Diskussionen von Mitarbeitern und Schülern. Herausgegeben von Ulrich Herrmann. Verlag IKS Garamond, Jena 2010, ISBN 978-3-941854-15-4.
- Bernhard Hell: Die Evangelische Schulgemeinde. Versuch zur Gestaltung eines evangelischen Landerziehungsheims (= Pädagogische Reform in Quellen 8). Herausgegeben und kommentiert von Ralf Koerrenz. Verlag IKS Garamond, Jena 2011, ISBN 978-3-941854-44-4.
- Ralf Koerrenz: Hermann Lietz. Einführung mit zentralen Texten. Paderborn 2011, ISBN 978-3-506-77204-6
- Hermann Lietz: Protestantismus als idealistische Pädagogik. Kleine Schriften zur Religion und zum Religionsunterricht. Hg. von Ralf Koerrenz. Jena 2011 (Pädagogische Reform in Quellen Bd. 14)
- Hildegard Feidel-Mertz: Jüdische Landschulheime im nationalsozialistischen Deutschland, von Hermann Schnorbach aktualisierte Fassung in: de:Inge Hansen-Schaberg (Hrsg.): Landerziehungsheim-Pädagogik, Reformpädagogische Schulkonzepte, Band 2, Schneider Verlag Hohengehren, Baltmannsweiler, 2012, ISBN 978-3-8340-0962-3, S. 159–182. Der Aufsatz enthält ein umfangreiches Quellen- und Literaturverzeichnis.
- Jens Brachmann (2015), Reformpädagogik zwischen Re-Education, Bildungsexpansion und Missbrauchsskandal: die Geschichte der Vereinigung Deutscher Landerziehungsheime 1947–2012 (ドイツ語), Bad Heilbrunn: Verlag Julius Klinkhardt, ISBN 978-3-7815-2067-7
- de:Jürgen Oelkers [ドイツ語版] (2017), “Pädagogische Provinz: Goethe, Fichte und die Landerziehungsheime”, Goethe um 1900 / Claude Haas, Johannes Steizinger, Daniel Weidner (ドイツ語), Berlin: Kulturverlag Kadmos, pp. 117–138, ISBN 978-3-86599-349-6